# Orjais
Orjais ist eine Gemeinde (Freguesia) im portugiesischen Kreis Covilhã. In ihr leben 663 Einwohner (Stand 19. April 2021).

## Bauwerke
- Tempel von Orjais